# ديان درازيتش
ديان درازيتش هو لاعب كرة قدم صربي في مركز نصف الجناح، ولد في 26 سبتمبر 1995 في سومبور في صربيا. شارك مع منتخب صربيا تحت 19 سنة لكرة القدم ومنتخب صربيا تحت 20 سنة لكرة القدم. أما مع النوادي، فقد لعب مع ريال بلد الوليد وسيلتا فيغو ونادي أو إف كيه بيوغراد.

## وصلات خارجية
- ديان درازيتش على موقع الاتحاد الأوربي (الإنجليزية)
- ديان درازيتش على موقع اتحاد تركيا (لاعب) (الإنجليزية)
- ديان درازيتش على موقع قاعدة بيانات كرة القدم.إي يو (الإنجليزية)
- ديان درازيتش على موقع Soccerbase.com (لاعب) (الإنجليزية)
- ديان درازيتش على موقع Soccerway.com (الإنجليزية)
- ديان درازيتش على موقع AS.com (الإسبانية)